# Les Places
Les Places is een gemeente in het Franse departement Eure (regio Normandië) en telt 76 inwoners (2009). De plaats maakt deel uit van het arrondissement Bernay.

## Geografie
De oppervlakte van Les Places bedraagt 1,9 km², de bevolkingsdichtheid is dus 40 inwoners per km².
De onderstaande kaart toont de ligging van Les Places met de belangrijkste infrastructuur en aangrenzende gemeenten.

## Demografie
Onderstaande figuur toont het verloop van het inwonertal (bron: INSEE-tellingen).

1. ↑  Populations de référence 2022.